# Is anybody out there?
Is anybody out there? is een single uit 2012 van de Canadees-Somalische rapper K'naan en de ook Canadese Nelly Furtado. Het nummer komt van het album More beautiful than silence, maar was al voor de uitkomst van het album te downloaden op ITunes.
Het nummer was onder meer de Alarmschijf op Radio 538 en bereikte de vijftiende plaats in de Nederlandse Top 40.

## Hitnoteringen

### Nederlandse Top 40
| Hitnotering: 14-04-2012 t/m 16-06-2012 | Hitnotering: 14-04-2012 t/m 16-06-2012 | Hitnotering: 14-04-2012 t/m 16-06-2012 | Hitnotering: 14-04-2012 t/m 16-06-2012 | Hitnotering: 14-04-2012 t/m 16-06-2012 | Hitnotering: 14-04-2012 t/m 16-06-2012 | Hitnotering: 14-04-2012 t/m 16-06-2012 | Hitnotering: 14-04-2012 t/m 16-06-2012 | Hitnotering: 14-04-2012 t/m 16-06-2012 | Hitnotering: 14-04-2012 t/m 16-06-2012 | Hitnotering: 14-04-2012 t/m 16-06-2012 | Hitnotering: 14-04-2012 t/m 16-06-2012 |
| Week:                                  | 1                                      | 2                                      | 3                                      | 4                                      | 5                                      | 6                                      | 7                                      | 8                                      | 9                                      | 10                                     |                                        |
| -------------------------------------- | -------------------------------------- | -------------------------------------- | -------------------------------------- | -------------------------------------- | -------------------------------------- | -------------------------------------- | -------------------------------------- | -------------------------------------- | -------------------------------------- | -------------------------------------- | -------------------------------------- |
| Positie:                               | 24                                     | 17                                     | 15                                     | 15                                     | 21                                     | 26                                     | 29                                     | 33                                     | 33                                     | 40                                     | uit                                    |

### NederlandseSingle Top 100
| Hitnotering: 31-03-2012 t/m 09-06-2012 | Hitnotering: 31-03-2012 t/m 09-06-2012 | Hitnotering: 31-03-2012 t/m 09-06-2012 | Hitnotering: 31-03-2012 t/m 09-06-2012 | Hitnotering: 31-03-2012 t/m 09-06-2012 | Hitnotering: 31-03-2012 t/m 09-06-2012 | Hitnotering: 31-03-2012 t/m 09-06-2012 | Hitnotering: 31-03-2012 t/m 09-06-2012 | Hitnotering: 31-03-2012 t/m 09-06-2012 | Hitnotering: 31-03-2012 t/m 09-06-2012 | Hitnotering: 31-03-2012 t/m 09-06-2012 | Hitnotering: 31-03-2012 t/m 09-06-2012 | Hitnotering: 31-03-2012 t/m 09-06-2012 |
| Week:                                  | 1                                      | 2                                      | 3                                      | 4                                      | 5                                      | 6                                      | 7                                      | 8                                      | 9                                      | 10                                     | 11                                     |                                        |
| -------------------------------------- | -------------------------------------- | -------------------------------------- | -------------------------------------- | -------------------------------------- | -------------------------------------- | -------------------------------------- | -------------------------------------- | -------------------------------------- | -------------------------------------- | -------------------------------------- | -------------------------------------- | -------------------------------------- |
| Positie:                               | 99                                     | 36                                     | 25                                     | 34                                     | 32                                     | 44                                     | 56                                     | 63                                     | 70                                     | 83                                     | 82                                     | uit                                    |